# Безвременник теневой
Безвре́менник теневой (лат. Colchicum umbrosum) — многолетнее травянистое растение, вид рода Безвременник (Colchicum) семейства Безвременниковые (Colchicaceae).

## Распространение и экология
Ареал вида охватывает Крым, Кавказ и Малую Азию.
Произрастает в предгорьях и горах, в субальпийской и лесной зоне, на тенистых лужайках, под деревьями, на полянах среди кустарников.

## Ботаническое описание
Растение высотой, в цветущем состоянии, 11—15 см, при плодоношении — 20—28 см. Луковица средних размеров, диаметром 1,5—2 см, почти шаровидная, при основании часто неравнобокая. Влагалища черноватые, перепончатые, продолженные в длинную тонкую трубку.
Листья в числе 3—5, толстоватые, ланцетно-ремневидные, тупые, длиной 15 см, шириной 15—22 мм.
Цветки в числе 1—5, мелкие, появляются осенью. Листочки околоцветника эллиптически-обратно-ланцетные, лиловые или бледно-пурпурные, длиной до 2 см (реже 2,5—3 см). Тычинки более чем вдвое короче околоцветника; пыльники жёлтые, перепончато-окаймленные; столбики едва длиннее тычинок, реже равны им.
Коробочка эллиптически-продолговатая, длиной до 4 см, заострённая, суженная к основанию.
Цветёт в августе — сентябре. Плодоносит в апреле — мае.

## Значение и применение
Во всех частях растения содержится яд колхицин.
Отравление скота возможны на пастбище только весной и в стойловый период при кормлении сеном с примесью безвременника. Молоко отравившихся дойных коров может вызвать отравление не только телят, но и людей.

## Таксономия
Вид Безвременник теневой входит в род Безвременник (Colchicum) семейства Безвременниковые (Colchicaceae) порядка Лилиецветные (Liliales).
|  |                                        |  |                                                             |                                                             |                            |  | ещё 9 семейств (согласно Системе APG II) | ещё 9 семейств (согласно Системе APG II) |                          |  |  |  | ещё более 100 видов |
|  |                                        |  |                                                             |                                                             |                            |  | ещё 9 семейств (согласно Системе APG II) | ещё 9 семейств (согласно Системе APG II) |                          |  |  |  | ещё более 100 видов |
|  |                                        |  |                                                             | порядок Лилиецветные                                        |                            |  |                                          |                                          | род Безвременник         |  |  |  |                     |
|  |                                        |  |                                                             | порядок Лилиецветные                                        |                            |  |                                          |                                          | род Безвременник         |  |  |  |                     |
|  | царство Цветковые, или Покрытосеменные |  |                                                             |                                                             | семейство Безвременниковые |  |                                          |                                          | вид Безвременник теневой |  |  |  |                     |
|  | царство Цветковые, или Покрытосеменные |  |                                                             |                                                             | семейство Безвременниковые |  |                                          |                                          |                          |  |  |  |                     |
|  |                                        |  | ещё 44 порядка цветковых растений (согласно Системе APG II) | ещё 44 порядка цветковых растений (согласно Системе APG II) |                            |  |                                          | ещё 21 род                               | ещё 21 род               |  |  |  |                     |
|  |                                        |  |                                                             | ещё 44 порядка цветковых растений (согласно Системе APG II) |                            |  |                                          |                                          | ещё 21 род               |  |  |  |                     |